# Czas zaprzeszły
Czas zaprzeszły, Plusquamperfectum – czas stosowany dla podkreślenia uprzedniości czasowej danego zdarzenia, a w szczególności dla wskazania, że jakaś czynność wydarzyła się i zakończyła przed inną czynnością, która również miała miejsce w przeszłości.

## Język polski
Konstrukcja spotykana w polszczyźnie, choć we współczesnym języku używana przede wszystkim do celów stylizacyjnych. Tworzona jest przez dodanie do czasu przeszłego słowa „być” do postaci „-ł” danego czasownika. Np. „Obawiałem się tego tak dawno, w 1963 roku, jużem w to był wszedł i powypisywałem książki, które dzisiaj okazują się bardzo czytelne” (za Stanisławem Lemem) – najpierw jużem był wszedł, następnie powypisywałem.
Jednym z przykładów pozostałości czasu zaprzeszłego jest czasownik powinien był, a jego odmiana wygląda następująco:
| Liczba            | Osoba             | Czasownik                                  |
| ----------------- | ----------------- | ------------------------------------------ |
| liczba pojedyncza | 1. (ja)           | powinienem był / powinnam była             |
| liczba pojedyncza | 2. (ty)           | powinieneś był / powinnaś była             |
| liczba pojedyncza | 3. (on, ona, ono) | powinien był / powinna była / powinno było |
| liczba mnoga      | 1. (my)           | powinniśmy byli/ powinnyśmy były           |
| liczba mnoga      | 2. (wy)           | powinniście byli / powinnyście były        |
| liczba mnoga      | 3. (oni, one)     | powinni byli / powinny były                |

### Przykłady z literatury
- A Jeszcze nie przyszedł był Jezus do wsi, ále był ná miejscu, gdzie mu zászłá była Marthá. – Biblia, Ewangelia wg św. Jana (wyd. 1570) J 11,19[4]
- Bodajżem cię, ty hultaju, nigdy nie była znała. – Pieśni Ludu Polskiego w Górnym Szląsku, Julius Roger[5]
- Myślisz acani, że on dla choroby zmienił swoje obyczaje? Wyrachował, że powinnyście były powrócić i narzekał, że pewnie expens będzie wielki.– Polesie, J.I.Kraszewski[6]
- Otóż Burgler, który przed laty znikł był z Ławrowa jak widać, w napadzie obłędu opilczego, przytrzymany był później przez żandarmerię i odstawiony do domu obłąkanych [...] – Głowy do pozłoty, Jan Lam[7]
- To może duch banga... Bądź co bądź, nie był to Seldon, gdyż ten przed chwilą znikł był w kierunku wręcz przeciwnym. – Pies Baskerville’ów, Arthur Conan Doyle, tłum. Eugenia Żmijewska[8]

## Język słowacki
Czas zaprzeszły (dávnominulý čas) występuje we współczesnym języku słowackim, lecz jest rzadko używany. Tworzony jest za pomocą czasownika posiłkowego byť w czasie przeszłym oraz imiesłowu przeszłego zakończonego na -l:
| Liczba            | Osoba             | Zdanie                           |
| ----------------- | ----------------- | -------------------------------- |
| liczba pojedyncza | 1. (ja)           | ja som bol(-a/o) zavolal(-a/o)   |
| liczba pojedyncza | 2. (ty)           | ty si bol(-a/o) zavolal(-a/o)    |
| liczba pojedyncza | 3. (on, ona, ono) | on(-a/o) bol(-a/o) zavolal(-a/o) |
| liczba mnoga      | 1. (my)           | my sme boli zavolali             |
| liczba mnoga      | 2. (vy)           | vy ste boli zavolali             |
| liczba mnoga      | 3. (oni, one)     | oni/one boli zavolali            |
Czas zaprzeszły czasownika byť zastępowany jest formami czasownikiem bývať:
| Liczba            | Osoba             | Zdanie                         |
| ----------------- | ----------------- | ------------------------------ |
| liczba pojedyncza | 1. (ja)           | ja som bol(-a/o) býval(-a/o)   |
| liczba pojedyncza | 2. (ty)           | ty si bol(-a/o) býval(-a/o)    |
| liczba pojedyncza | 3. (on, ona, ono) | on(-a/o) bol(-a/o) býval(-a/o) |
| liczba mnoga      | 1. (my)           | my sme boli bývali             |
| liczba mnoga      | 2. (vy)           | vy ste boli bývali             |
| liczba mnoga      | 3. (oni, one)     | oni/one boli bývali            |

## Język bułgarski
Czas zaprzeszły, zwany czasem przeszłym uprzednim (минало предварително време) tworzony jest za pomocą czasownika posiłkowego съм w czasie przeszłym niedokonanym i imiesłowu przymiotnikowego czynnego czasu przeszłego dokonanego (минало свършено деятелно причастие) od czasownika głównego. Jest to czas powszechnie używany zarówno w języku mówionym, jak i pisanym.
| Liczba            | Osoba            | Zdanie                        |
| ----------------- | ---------------- | ----------------------------- |
| liczba pojedyncza | 1. (аз)          | аз бях срещал(-а/о)           |
| liczba pojedyncza | 2. (ти)          | ти беше срещал(-а/о)          |
| liczba pojedyncza | 3. (той, тя, то) | той (тя/то) беше срещал(-а/о) |
| liczba mnoga      | 1. (ние)         | ние бяхме срещали             |
| liczba mnoga      | 2. (вие)         | вие бяхте срещали             |
| liczba mnoga      | 3. (те)          | те бяха срещали               |

## Język angielski
Czas zaprzeszły w języku angielskim (Past Perfect) jest czasem złożonym i składa się z czasownika posiłkowego have w czasie Past Simple oraz trzeciej formy czasownika głównego. Odmiana czasownika to do w czasie Past Perfect:
| Liczba            | Osoba            | Czasownik |
| ----------------- | ---------------- | --------- |
| liczba pojedyncza | 1. (I)           | had done  |
| liczba pojedyncza | 2. (you)         | had done  |
| liczba pojedyncza | 3. (he, she, it) | had done  |
| liczba mnoga      | 1. (we)          | had done  |
| liczba mnoga      | 2. (you)         | had done  |
| liczba mnoga      | 3. (they)        | had done  |
W stronie biernej zaś dodaje się po had trzecią formę wyrazu be, czyli been, np.:
```
  It had been done by me.
```

W podobnej funkcji występuje też w języku angielskim czas Past Perfect Continuous, tworzony za pomocą czasownika posiłkowego have w czasie Past Simple, trzeciej formy czasownika be (tj. been) oraz gerundium czasownika głównego (z końcówką -ing), np.:
```
  I had been doing
```

Past Perfect Continuous różni się od Past Perfect wyrażanym aspektem czasownika.
Formę przeczącą tworzy się przez dodanie wyrazu not po wyrazie had.

## Język niemiecki
Czas zaprzeszły w języku niemieckim (Plusquamperfekt) jest czasem złożonym i składa się z czasownika posiłkowego haben lub sein w czasie Imperfekt oraz imiesłowu czasu przeszłego (Partizip Perfekt) czasownika głównego. Odmiana czasowników machen i gehen w czasie Plusquamperfekt:
| Liczba            | Osoba            | Przykład 1              | Przykład 2             |
| ----------------- | ---------------- | ----------------------- | ---------------------- |
| liczba pojedyncza | 1. (ich)         | ich hatte gemacht       | ich war gegangen       |
| liczba pojedyncza | 2. (du)          | du hattest gemacht      | du warst gegangen      |
| liczba pojedyncza | 3. (er, sie, es) | er/sie/es hatte gemacht | er/sie/es war gegangen |
| liczba mnoga      | 1. (wir)         | wir hatten gemacht      | wir waren gegangen     |
| liczba mnoga      | 2. (ihr)         | ihr hattet gemacht      | ihr wart gegangen      |
| liczba mnoga      | 3. (sie, Sie)    | sie/Sie hatten gemacht  | sie/Sie waren gegangen |
Formę przeczącą tworzy się przez dodanie nicht przed imiesłowem czasu przeszłego czasownika (Partizip Perfekt) – w powyższym przykładzie nicht gemacht /nicht gegangen

## Język niderlandzki
Czas zaprzeszły w języku niderlandzkim składa się z czasownika posiłkowego hebben lub zijn w czasie imperfectum oraz trzeciej formy czasownika głównego. Odmiana czasowników maken i gaan w czasie zaprzeszłym:
| Liczba            | Osoba | Przykład 1            | Przykład 2          |
| ----------------- | ----- | --------------------- | ------------------- |
| liczba pojedyncza | 1.    | ik had gemaakt        | ik was gegaan       |
| liczba pojedyncza | 2.    | jij had gemaakt       | jij was gegaan      |
| liczba pojedyncza | 3.    | hij had gemaakt       | hij was gegaan      |
| liczba mnoga      | 1.    | wij hadden gemaakt    | wij waren gegaan    |
| liczba mnoga      | 2.    | jullie hadden gemaakt | jullie waren gegaan |
| liczba mnoga      | 3.    | zij hadden gemaakt    | zij waren gegaan    |

## Język francuski
W języku francuskim czas zaprzeszły (plus-que-parfait) trybu oznajmującego (indicatif) składa się z czasownika posiłkowego avoir lub être w czasie imparfait oraz imiesłowu przeszłego (participe passé) czasownika głównego. Wybór czasownika posiłkowego zależy od czasownika, który jest odmieniany. Formy imiesłowu przy użyciu czasownika être zgadzają się z liczbą i rodzajem. Odmiana czasowników faire (robić) oraz aller (iść) w czasie zaprzeszłym trybu oznajmującego:
```
  j'avais fait                               j'étais allé (allée)
  tu avais fait                              tu étais allé (allée)
  il avait fait                              il était allé (elle était allée)
```

```
  nous avions fait                           nous étions allés (allées)
  vous aviez fait                            vous étiez allés (allées)
  ils avaient fait                           ils étaient allés (elles étaient allées)
```

Oprócz tego istnieje również czas zaprzeszły trybu łączącego (subjonctif), składający się z czasownika posiłkowego avoir lub être w czasie imparfait trybu łączącego i imiesłowu przeszłego czasownika głównego, niemniej jednak jest to czas zanikający, obecnie używany praktycznie tylko i wyłącznie w literaturze. Odmiana czasowników faire oraz aller w czasie zaprzeszłym trybu łączącego:
```
  j'eusse fait                                je fusse allé (allée)
  tu eusses fait                              tu fusses allé (allée)
  il eût fait                                 il fût allé (elle fût allée)
```

```
  nous eussions fait                          nous fussions allés (allées)
  vous eussiez fait                           vous fussiez allés (allées)
  ils eussent fait                            ils fussent allés (elles fussent allées)
```

## Język hiszpański
Czas zaprzeszły w języku hiszpańskim (nazywany preterito pluscuamperfecto) składa się z czasownika posiłkowego haber w czasie preterito imperfecto oraz imiesłowu biernego czasownika głównego.
Odmiana czasownika hacer („robić”) w czasie preterito pluscuamperfecto w trybie oznajmującym (indicativo):
```
yo había hecho
tú, vos habías hecho
él, ella, ello, usted había hecho
```

```
nosotros, nosotras habíamos hecho
vosotros, vosotras habíais hecho
ellos, ellas, ustedes habían hecho
```

Odmiana czasownika hacer („robić”) w czasie preterito pluscuamperfecto w trybie łączącym (subjuntivo):
```
yo hubiera/hubiese hecho
tú, vos hubieras/hubieses hecho
él, ella, ello, usted hubiera/hubiese hecho
```

```
nosotros, nosotras hubiéramos/hubiésemos hecho
vosotros, vosotras hubierais/hubieseis hecho
ellos, ellas, ustedes hubieran/hubiesen hecho
```

Dawniej istniał w podobnej funkcji również czas preterito anterior, tworzony za pomocą haber w czasie preterito indefinido i imiesłowu biernego czasownika głównego. Preterito pluscuamperfecto i preterito anterior różniły się wyrażanym aspektem czasownika.

## Język fiński
Czas zaprzeszły w języku fińskim (plusquamperfekti) składa się z czasownika posiłkowego olla w czasie imperfekti oraz imiesłowu biernego czasownika głównego.
Odmiana czasownika tehdä w czasie zaprzeszłym:
```
minä olin tehnyt
sinä olit tehnyt
hän oli tehnyt
```

```
me olimme tehneet
te olitte tehneet
he olivat tehneet
```

W stronie biernej spotykany bardzo rzadko.

## Język włoski
W języku włoskim występuje kilka czasów zaprzeszłych.
Czas zaprzeszły trapassato prossimo używany jest w połączeniu z czasem przeszłym dokonanym passato prossimo, czasem przeszłym dokonanym odległym passato remoto oraz czasem przeszłym niedokonanym imperfetto.
Czas ten składa się z czasownika posiłkowego avere lub essere odmienianego w imperfetto oraz imiesłowu przymiotnikowego biernego participio passato. Wybór czasownika posiłkowego zależy od czasownika, który jest odmieniany. Formy imiesłowu przy użyciu czasownika essere zgadzają się z liczbą i rodzajem.
Przykład:
```
 pagare (płacić)                        andare (iść)
 avevo pagato                           ero andato (andata)
 avevi pagato                           eri andato (andata)
 aveva pagato                           era andato (andata)
 avevamo pagato                         eravamo andati (andate)
 avavate pagato                         eravate andati (andate)
 avevano pagato                         erano andati (andate)
```

Czas ten, w momencie użycia go w konstrukcjach z trybem łączącym conguntivo, zmienia formy czasowników posiłkowych, które wtedy odmienane są w czasie conguntivo imperfetto.
Przykład:
```
 pagare (płacić)                        andare (iść)
 avessi pagato                           fossi andato (andata)
 avessi pagato                           fossi andato (andata)
 avesse pagato                           fosse andato (andata)
 avessimo pagato                         fossimo andati (andate)
 aveste pagato                           foste andati (andate)
 avessero pagato                         fossero andati (andate)
```

Innym czasem zaprzeszłym jest bardzo rzadko używany (głównie w literaturze) czas trapassato remoto. Czas ten użyty może być tylko z czasem passato remoto w konkretnych konstrukcjach czasowych (np. quando (non) appena).
Przykład:
```
 pagare (płacić)                       andare (iść)
 ebbi pagato                           fui andato (andata)
 avesti pagato                         fosti andato (andata)
 ebbe pagato                           fu andato (andata)
 avemmo pagato                         fummo andati (andate)
 aveste pagato                         foste andati (andate)
 ebbero pagato                         furono andati (andate)
```

Czasem czas trapassato prossimo może zostać użyty z czasem teraźniejszym. W takim zestawieniu podkreśla oddalenie czasowe czynności przeszłej od teraźniejszej.

## Język koreański
W języku koreańskim czas zaprzeszły tworzy się poprzez dodanie 었 do formy przeszłej czasownika.
| Czasownik   | Czas teraźniejszy | Czas przeszły | Czas zaprzeszły |
| ----------- | ----------------- | ------------- | --------------- |
| 먹다 (jeść) | 먹어요            | 먹었어요      | 먹었었어요      |
| 가다 (iść)  | 가요              | 갔어요        | 갔었어요        |
| 살다 (żyć)  | 살아요            | 살았어요      | 살았었어요      |